# Friedrich Schneider (Historiker)
Friedrich Richard Schneider (* 14. Oktober 1887 in Greiz; † 11. Januar 1962 in Greiz) war ein deutscher Historiker. Er lehrte von 1947 bis zu seiner Emeritierung 1956 als Professor für mittelalterliche Geschichte an der Friedrich-Schiller-Universität Jena.

## Leben und Werk
Der Sohn einer Weberfamilie besuchte die Volksschule von 1894 bis 1898 und das Gymnasium von 1898 bis 1907 in Greiz. Dort legte er das Abitur 1907 ab. Er studierte von 1907 bis 1912 an den Universitäten Wien, Heidelberg, Jena und Berlin Geschichte, Geografie und Germanistik. Seit 1907 war er Mitglied der Burschenschaft Allemannia Heidelberg. In Jena wurde er bei Alexander Cartellieri mit der im Jahr 1912 erschienenen Arbeit Herzog Johann von Baiern, Erwählter Bischof von Lüttich und Graf von Holland (1373–1425) promoviert. Nach der Promotion unternahm er Studienreisen nach Frankreich und England. Im Ersten Weltkrieg kämpfte er an der Ostfront und später an der Alpenfront. Er geriet im Oktober 1915 in italienische Gefangenschaft, aus der er erst nach vier Jahren heimkehrte. Er war Träger des Eisernen Kreuzes I. und II. Klasse, des Reußischen Offizierskreuzes mit Schwertern sowie des Hindenburg-Kriegskreuzes. Nach dem Krieg übernahm er die Leitung des Greizer Staatsarchivs und war ab 1921 Privatdozent. Bei Cartellieri erfolgte 1921 in Jena ebenfalls die Habilitation mit der Schrift Die Entstehungszeit der Monarchia Dantes. Schneider wurde 1924 zum außerordentlichen Professor für mittelalterliche und neue Geschichte an der Friedrich-Schiller-Universität Jena.
Im Sommer 1941 wurde er eingezogen. In der Kriegsgeschichtlichen Abteilung der Luftwaffe in Berlin und in Karlsbad wurde er als Historiker und Archivar mit kriegsgeschichtlichen Arbeiten zum Ersten und Zweiten Weltkrieg betreut. Schneider wurde Ende Juni / Anfang Juli 1944 vom Hauptmann zum Major befördert. Schneider geriet in amerikanische Kriegsgefangenschaft. Am 17. Dezember 1945 konnte er nach Greiz zurückkehren. Nach dem Zweiten Weltkrieg wurde er Mitglied der Liberal-Demokratischen Partei Deutschlands (LDPD). Er war vom 20. Oktober 1946 bis 15. November 1950 als Mitglied der LDP-Abgeordneter der ersten Legislaturperiode des thüringischen Landtages und Vorsitzender des Kulturausschusses des Landtages. In der Nachfolge des am 22. Juli 1948 verhafteten Hermann Becker übernahm Schneider bis April 1950 den Vorsitz der LDP-Fraktion, um dann von Wilhelm Koenig abgelöst zu werden.
Erst Anfang 1947 erhielt Schneider einen Lehrstuhl für Mittelalterliche Geschichte in Jena. Er lehrte bis zu seiner Emeritierung im Jahr 1956, galt als so genannter „bürgerlicher Historiker“ und gewisser Außenseiter in der DDR. Nach dem Tod seines Neuzeit-Kollegen Karl Griewank geriet Schneider, der zuvor sich eher aus hochschulpolitischen Konflikten herauszuhalten schien, durch sein Pochen auf die Autonomie der Universität wiederholt in politische Konflikte, vor allem während seiner Amtszeit als Dekan (1953 bis 1955). Dennoch ließ man ihn im Grunde gewähren, „eine gewisse Schrulligkeit schützte ihn“, wie Hermann Heimpel in seinem Nachruf meinte. Als Hochschullehrer trat Schneider insbesondere als Anreger und Betreuer zahlreicher Abschluss- und Promotionsarbeiten zur mittelalterlichen Geschichte, aber auch zu Themen der Historiographiegeschichte und zur Thüringischen Landesgeschichte in Erscheinung. Von 1924 bis 1928 veröffentlichte er in drei Heften das Werk Kaiser Heinrich VII. Im Jahr 1934 erschien seine bedeutendste Schrift Neuere Anschauungen der deutschen Historiker zur Beurteilung der deutschen Kaiserpolitik des Mittelalters. Im Jahr 1941 gab Schneider die Streitschriften von Heinrich von Sybel und Julius von Ficker heraus. Am 26. November 1947 wurde er Vorsitzender des Vereins für Thüringische Geschichte und Altertumskunde. Seit 1949 war Schneider stellvertretender Vorsitzender der Deutschen Dante-Gesellschaft. Seine Tätigkeit konzentrierte sich über viele Jahre auf die Herausgabe des Deutschen Dante-Jahrbuches. Er war Mitglied im Vogtländischen Altertumsforschenden Verein zu Hohenleuben.
Nach einer schweren Krankheit verstarb Schneider 1962 im Alter von 74 Jahren. Schneider gehörte nicht zu den führenden Persönlichkeiten seines Faches. Kurz vor dem Ende der DDR wurde er aber als einer der „Wegbereiter der DDR-Geschichtswissenschaft“ angesehen. In Greiz trägt eine Straße seinen Namen.

## Schriften
Monografien
- Kaiser Heinrich VII.: Dantes Kaiser, Nachdruck der 2. durchgesehenen Auflage, Hildesheim 1973, ISBN 3-487-04850-7 (mit Anmerkungen in drei Heften 1924 bis 1928 veröffentlicht)
- Dante. Sein Leben und sein Werk, 5. neubearbeitete Auflage, Weimar 1960.
- Herzog Johann von Baiern, Vaduz 1965, Nachdruck der Ausgabe Berlin 1913.
- Die neueren Anschauungen der deutschen Historiker über die deutsche Kaiserpolitik des Mittelalters und die mit ihr verbundene Ostpolitik, 6. erneut vermehrte Auflage, Weimar 1943.

Herausgeberschaften
- Universalstaat oder Nationalstaat. Macht und Ende des ersten deutschen Reiches. Die Streitschriften von Heinrich von Sybel und Julius Ficker zur deutschen Kaiserpolitik des Mittelalters, Innsbruck 1941.
- Reihe Beiträge zur mittelalterlichen, neueren und allgemeinen Geschichte. Fischer, Jena (bis 1957 erschienen, 27 Bände)